# Joseph Wilson Ervin
Joseph Wilson Ervin, född 3 mars 1901 i Morganton, North Carolina, död 25 december 1945 i Washington, D.C., var en amerikansk demokratisk politiker. Han representerade delstaten North Carolinas 10:e distrikt i USA:s representanthus från januari 1945 fram till sin död.
Ervin avlade 1921 sin grundexamen vid University of North Carolina at Chapel Hill. Han avlade sedan 1923 sin juristexamen vid samma universitet och avledde därefter sin karriär som advokat i Charlotte, North Carolina.
Kongressledamoten Cameron A. Morrison ställde inte upp för omval i kongressvalet 1944. Morrison förlorade i stället demokraternas primärval inför senatsvalet 1944 mot Clyde R. Hoey. Ervin vann kongressvalet och efterträdde Morrison i representanthuset i januari 1945. Kongressledamoten Ervin var svårt sjuk och begick självmord senare samma år. Ett fyllnadsval utlystes och Ervins bror Sam Ervin ställde upp. Sam Ervin vann valet och tillträdde som kongressledamot i januari 1946.
Joseph Wilson Ervin var presbyterian och frimurare. Hans grav finns på Forest Hill Cemetery i Morganton.